# Изучающее чтение
Изучающее чтение — один из видов учебного чтения при обучении языку.
В основе этой классификации лежат практические потребности читающих:
- просмотр текста;
- ознакомление с содержанием;
- поиск нужной информации;
- детальное изучение языка и содержания.

Таким образом, каждый вид чтения связан с решением определенных коммуникативных задач.
Изучающее чтение предполагает достижение полного и точного понимания основных и второстепенных фактов, содержащихся в тексте. Такое чтение протекает медленно, поскольку читатель имеет установку на длительное запоминание и прибегает к повторному чтению, переводу (если читает на иностранном языке), а иногда и к письменной фиксации содержания. При этом читатель стремится глубже вникнуть в суть коммуникативной ситуации.
Изучающее чтение обычно проводят на текстах, обладающих познавательной ценностью и информативностью. При этом они должны быть достаточно трудны в языковом отношении, так как одной из дидактических задач, решаемых при помощи изучающего чтения является научение учащегося самостоятельно преодолевать языковые трудности.